# Сезон ФК «Карпати» (Львів) 1973
| «Карпати» (Львів) у сезоні 1973 | «Карпати» (Львів) у сезоні 1973  |
| ------------------------------- | -------------------------------- |
| Ліга                            | Вища ліга                        |
| Місце в лізі                    | 14                               |
| Раунд у Кубку                   | 1/16                             |
| Старший тренер                  | Валентин Бубукін                 |
| Тренер                          | Анатолій Полосін                 |
| Начальник команди               | Євген Пестов, пізніше Ернест Юст |
| Стадіон                         | «Дружба» (Львів)                 |
| Капітан                         | Ростислав Поточняк               |
| Найбільше матчів у лізі         | Федір Чорба — 30                 |
| Найкращий бомбардир у лізі      | Роман Хижак — 7                  |

Сезон «Карпат» (Львів) 1973 — одинадцятий сезон «Карпат» (Львів). Команда у вищій лізі посіла 14-е місце серед 16 команд, у Кубку СРСР відразу в 1/16 фіналу поступилася в двоматчевому протистоянні бакинському «Нефтчі» 1:1 (удома) і 0:0 (у гостях) за рахунок голу пропущеному на власному полі.

## Головні події
Чергова зміна тренерів не допомогла «Карпатам» вибратися із небезпечної зони. Тільки нововведення чемпіонату у вигляді післяматчевих пенальті дозволило львів'янам зберегти прописку у вищій лізі. Коли матч завершувався унічию, команди пробивали пенальті, щоб визначити володаря єдиного очка. За класичною схемою нарахування очок «Карпати» зайняли б передостаннє місце і покинули б вищу лігу.

## Чемпіонат
| Місце | Клуб                       | «Карпати» — клуб | «Карпати» — клуб | І  | В  | Нв | Нп | П  | М     | О  |
| Місце | Клуб                       | удома            | у гостях         | І  | В  | Нв | Нп | П  | М     | О  |
| ----- | -------------------------- | ---------------- | ---------------- | -- | -- | -- | -- | -- | ----- | -- |
| 1.    | «Арарат» (Єреван)          | 3:0              | 0:3              | 30 | 18 | 3  | 4  | 5  | 52-26 | 39 |
| 2.    | «Динамо» (Київ)            | 0:0 (4:5)        | 0:1              | 30 | 16 | 4  | 4  | 6  | 44-23 | 36 |
| 3.    | «Динамо» (Москва)          | 3:5              | 0:2              | 30 | 13 | 7  | 3  | 7  | 43-30 | 33 |
| 4.    | «Спартак» (Москва)         | 3:2              | 0:1              | 30 | 14 | 3  | 5  | 8  | 37-28 | 31 |
| 5.    | «Динамо» (Тбілісі)         | 1:3              | 0:3              | 30 | 13 | 5  | 2  | 10 | 42-33 | 31 |
| 6.    | «Шахтар» (Донецьк)         | 0:1              | 1:3              | 30 | 14 | 3  | 4  | 9  | 32-26 | 31 |
| 7.    | «Зоря» (Ворошиловград)     | 0:2              | 1:4              | 30 | 14 | 1  | 5  | 10 | 38-26 | 29 |
| 8.    | «Дніпро» (Дніпропетровськ) | 3:2              | 1:1 (3:4)        | 30 | 9  | 8  | 1  | 12 | 36-40 | 26 |
| 9.    | «Кайрат» (Алма-Ата)        | 0:1              | 1:2              | 30 | 8  | 10 | 1  | 11 | 25-37 | 26 |
| 10.   | ЦСКА (Москва)              | 0:0 (4:5)        | 0:1              | 30 | 10 | 5  | 4  | 11 | 33-36 | 25 |
| 11.   | «Зеніт» (Ленінград)        | 2:2 (5:4)        | 0:3              | 30 | 9  | 3  | 9  | 9  | 33-35 | 21 |
| 12.   | «Пахтакор» (Ташкент)       | 2:1              | 1:3              | 30 | 9  | 2  | 4  | 15 | 37-44 | 20 |
| 13.   | «Торпедо» (Москва)         | 1:0              | 1:1 (4:3)        | 30 | 9  | 1  | 7  | 13 | 28-37 | 19 |
| 14.   | «Карпати» (Львів)          |                  |                  | 30 | 8  | 3  | 3  | 16 | 28-48 | 19 |
| 15.   | «Динамо» (Мінськ)          | 1:0              | 1:1 (5:4)        | 30 | 7  | 3  | 6  | 14 | 21-36 | 17 |
| 16.   | СКА (Ростов-на-Дону)       | 1:0              | 1:0              | 30 | 3  | 5  | 4  | 18 | 19-43 | 11 |

### Статистика гравців
У чемпіонаті за клуб виступали 20 гравців:
| Футболіст             | Дата народження   | Ігри     | Голи     |
| Воротарі              | Воротарі          | Воротарі | Воротарі |
| --------------------- | ----------------- | -------- | -------- |
| Габор Вайда           | 11 травня 1944    | 18       |          |
| Олександр Швойницький | 30 листопада 1948 | 13       |          |
| Захисники             |                   |          |          |
| Федір Чорба           | 24 січня 1946     | 30       | 1        |
| Ростислав Поточняк    | 26 січня 1948     | 24       |          |
| Степан Крупей         | 9 лютого 1951     | 21       |          |
| Іван Герег            | 24 травня 1944    | 20       |          |
| Валерій Сиров         | 1 вересня 1946    | 5        |          |
| Олександр Андрющенко  | 2 листопада 1954  | 3        | 1        |
| Роман Риф'як          | 19 жовтня 1952    | 2        |          |
| Півзахисники          |                   |          |          |
| Лев Броварський       | 30 листопада 1948 | 29       | 4        |
| Ярослав Кікоть        | 8 червня 1949     | 29       |          |
| Остап Савка           | 4 квітня 1947     | 22       |          |
| Володимир Фурсов      | 8 квітня 1948     | 21       | 1        |
| Роман Покора          | 22 лютого 1948    | 20       |          |
| Нападники             |                   |          |          |
| Геннадій Лихачов      | 16 червня 1946    | 26       | 4        |
| Роман Хижак           | 26 вересня 1950   | 24       | 7        |
| Едвард Козинкевич     | 23 травня 1949    | 23       | 3        |
| Роман Шподарунок      | 3 січня 1948      | 22       | 6        |
| Володимир Данилюк     | 4 липня 1947      | 13       |          |
| Богдан Грещак         | 31 березня 1944   | 5        |          |

Примітка: Один гол у власні ворота забив гравець «Зеніта» Лохов.

## Кубок СРСР
| Етап | Дата            | Господар          | Рахунок | Гість             |
| ---- | --------------- | ----------------- | ------- | ----------------- |
| 1/16 | 16 березня 1973 | «Карпати» (Львів) | 1:1     | «Нефтчі» (Баку)   |
| 1/16 | 1 квітня 1973   | «Нефтчі» (Баку)   | (г) 0:0 | «Карпати» (Львів) |